# Mai 1919

## Événements
- Arabie : les forces d'Abdelaziz Ibn Sa'ud défont les troupes d'Abdallah, fils d'Hussein. Le conflit s'accompagne d'une intense propagande religieuse, Ibn Sa'ud accusant le shérif d'avoir trahi l’Islam, Hussein accusant Sa'ud d'être un hérétique. Les succès saoudiens sont freinés sous la pression des Britanniques. Ibn Sa'ud se tourne alors vers le sud et occupe l'intérieur du Asir, entre le Yémen et le Hedjaz.

- 1er mai :
  - France : manifestation C.G.T., atmosphère d'émeute à Paris. La ville est quadrillée par la troupe lors de la grève du 1er mai (2 morts).
  - Offensive tchèque en Hongrie. Plus de 40 000 ouvriers s'enrôlent dans l'armée rouge à l'appel de Béla Kun.

- 4 mai : mouvement du 4 mai. Manifestations étudiantes à Pékin (Beijing) en Chine, pour la modernisation, la démocratie, et contre le Japon et les autres puissances impérialistes. Éveil du nationalisme chinois. Certains manifestants rejoindront plus tard le Parti communiste chinois (PCC).

- 7 mai : 
  - Signature du pacte franco-anglo-américain, dans le cadre du traité de Versailles, en cas d'agression de l'Allemagne.
  - Des moines cisterciens originaires d'Espagne arrivent à l'Abbaye Saint-Michel de Cuxa, dans les Pyrénées-Orientales, pour faire revivre l'Abbaye abandonnée depuis la Révolution.
  - Intervention des soviétiques en Géorgie (pays) après le départ des Allemands. Le pays doit signer un traité d’alliance en échange de la reconnaissance de son indépendance.

- 8 mai : fêtes à Paris en l'honneur de la canonisation de Jeanne d'Arc.

- 12 mai : l’Assemblée nationale constituante allemande, réunie en session extraordinaire, rejette le projet de traité soumis à la délégation allemande à Versailles le 7 mai.

- 15 mai : 
  - inauguration d’une ligne postale entre Cleveland (Ohio) et Chicago ;
  - premier anniversaire du service postal aérien aux États-Unis : 1 263 vols prévus, 55 annulés et 53 interrompus.

- 15 mai - 25 juin : grève générale de Winnipeg.

- 16 mai : les forces grecques débarquent à Smyrne avec l’accord des Alliés. Les affrontements entre Grecs et Turcs font 300 morts.

- 19 mai : Mustafa Kemal débarque à Samsun.

- 21 mai, France : la Chambre vote un projet de loi accordant le droit de vote aux femmes, mais le Sénat le repousse.

- 22 mai : la Chambre des communes du Canada adopte la Résolution Nickle.

- 24 mai : première exposition de peinture et de sculpture Dada à Berlin.

- 31 mai : 500 miles d'Indianapolis.

## Naissances
- 3 mai : Traute Lafrenz, médecin et résistante anti-nazi allemande († 6 mars 2023).
- 7 mai
  - La Esterella, chanteuse flamande († 3 avril 2011)
  - Eva Perón, femme politique argentine († 26 juillet 1952).
- 10 mai : André Diligent, homme politique français († 2002).
- 12 mai : Pierre Brambilla, coureur cycliste français († 13 février 1984).
- 15 mai : Eugenia Charles, femme politique Jamaïque, première femme Premier ministre de la Jamaïque († 6 septembre 2005).
- 22 mai : Paul Vanden Boeynants, homme politique belge († 9 janvier 2001).
- 24 mai : Ali Boumendjel, avocat et militant nationaliste algérien († 23 mars 2021).

## Décès
- 14 mai : Henry John Heinz, inventeur américain (° 11 octobre 1844).